# Parepilysta basigranosa
Parepilysta basigranosa är en skalbaggsart som först beskrevs av Schwarzer 1931.  Parepilysta basigranosa ingår i släktet Parepilysta och familjen långhorningar.
Artens utbredningsområde är Filippinerna. Inga underarter finns listade i Catalogue of Life.